# 우메기

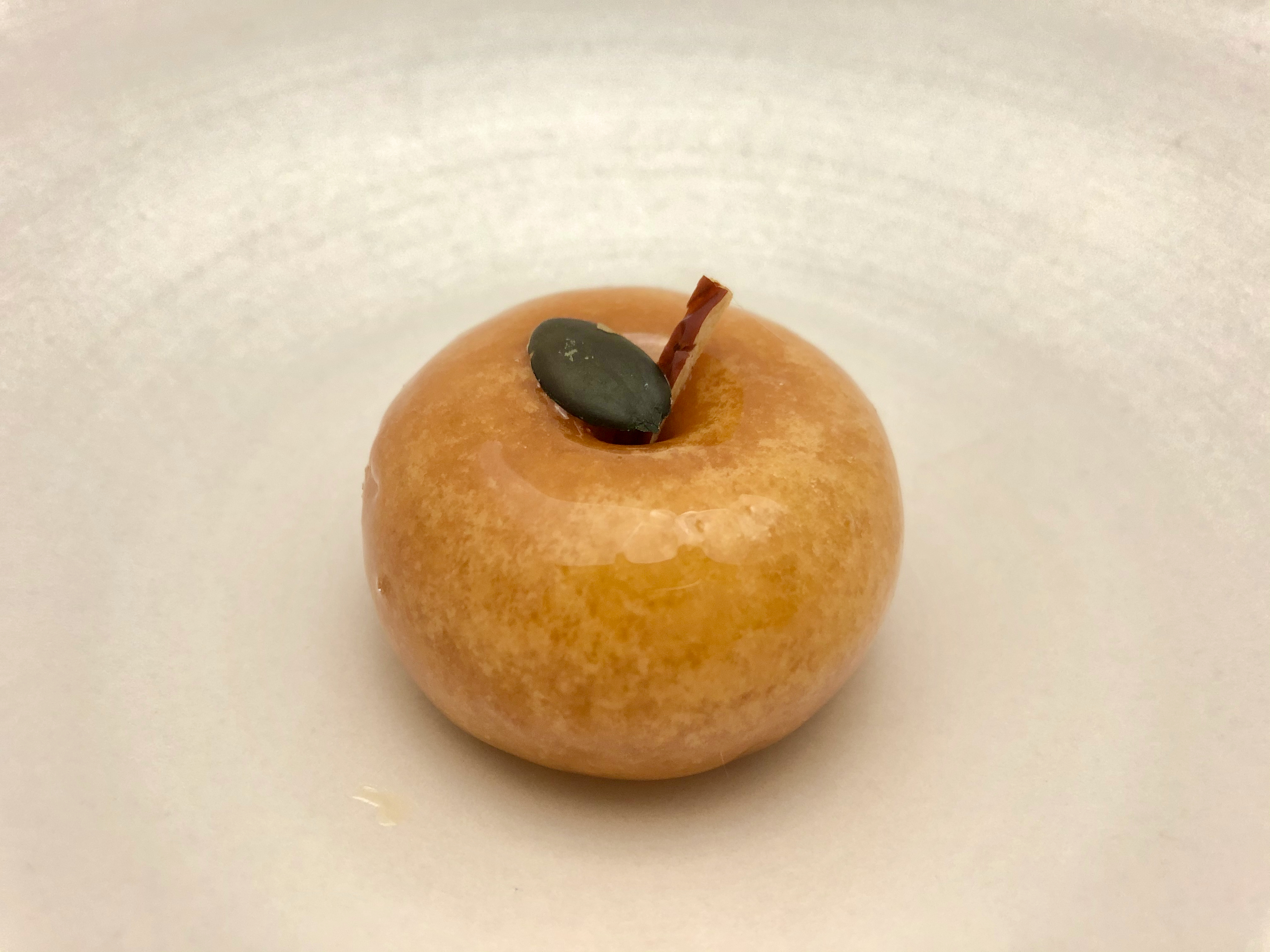
기본 우메기

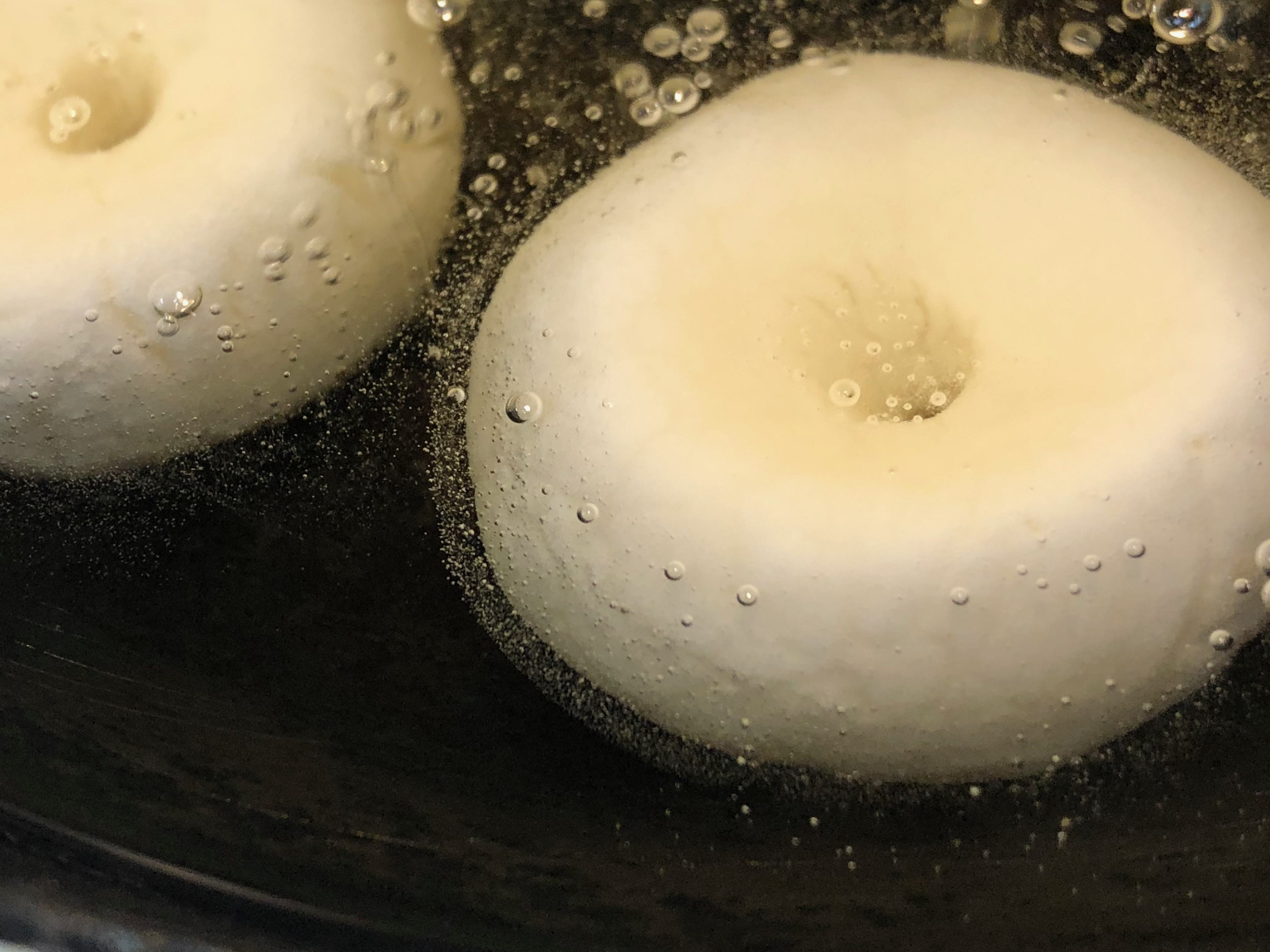
중앙에 구멍을 뚫어 튀긴 것

우메기는 황해북도 개성시(舊 경기도)에서 즐겨먹는 전통음식으로, 한과의 일종이다.